# 伪满洲国经济部旧址
伪满洲国经济部旧址，位于中国吉林省新民大街829号吉林大学第三临床学院，为一个省级文物保护单位，类型为近现代史迹及代表性建筑，公布时间为2007年5月31日。该文物保护单位由使用单位管理。
伪满洲国经济部旧址的历史年代为现代。